# Terentianus
Terentianus († 1. September 118? in Todi) war ein Bischof und Märtyrer.
Terentianus soll als erster Bischof von Todi amtiert haben, als ihn Laetianus, der Prokonsul von Tuscien unter Kaiser Hadrian, festnehmen und foltern ließ. Der Legende nach sei dabei dem Terentianus auch die Zunge abgeschnitten worden, er habe jedoch weiterhin gesprochen und seinen Glauben bekannt, während Laetianus verstummt sei. Außerdem habe Terentianus vor seiner Hinrichtung noch einen blinden Jupiter-Tempeldiener namens Flaccus sehend gemacht und sei dann gemeinsam mit diesem enthauptet worden. In der folgenden Nacht sei dann sein Leichnam von einer Laurentia und einem Priester Exuperanus geborgen und acht Meilen weiter entfernt im heutigen San Terenziano (Ortsteil von Gualdo Cattaneo) bestattet worden. Terentianus’ Reliquien werden allerdings auch in der Kirche San Terenziano al Monte in Capranica bei Viterbo verehrt, wohin die Gebeine des Heiligen im Jahre 1260 transferiert worden sein sollen. Da die Passio unhistorische Edikte Hadrians zitiert, ist die Authentizität des Martyriums im Jahr 118 fraglich. Möglicherweise hat Terentianus erst im 4. Jahrhundert gelebt und die Legende wurde vordatiert, um dem Bistum Todi ein ehrwürdigeres Alter zu geben.
Terentianus wird erstmals in einer Passio des 6. Jhs. erwähnt. 
Terentianus wird als Heiliger verehrt. Sein Gedenktag ist der 1. September.